# Heinrich Schecker
Heinrich Schecker (* 10. Februar 1891 in Sondershausen; † 27. März 1944 in Meseritz (Brandenburg)) war ein deutscher Pädagoge und Kulturhistoriker.

## Biografie
Schecker war der Sohn eines Postdirektors. Er besuchte das Gymnasium in Sondershausen. Er studierte Sprachen und Geschichte sowie Theologie und Philosophie an der Universität Leipzig und der Universität in Berlin. Im Ersten Weltkrieg diente er als Artillerist und er wurde Leutnant. 1919/20 war er Referendar und Assessor im Schuldienst in Sondershausen. 1922 promovierte er zum Dr. phil. in Leipzig. Er beherrschte Latein, Hebräisch, Griechisch und zwei weitere Sprachen. Im wissenschaftlichen Bereich soll er sehr spekulativ vorgegangen sein.
1922 siedelte er nach Bremen um und wurde Studienrat an der Städtischen Studienanstalt für Mädchen (später Gymnasium Kleine Helle). Seit 1935 war er hier stellvertretender Schulleiter. Als Historiker veröffentlichte er Schriften und Bücher über Personen aus der Barockzeit vor allem zu Joachim Neander (1924), Melchior Goldast (1930) und zu Medizinern dieser Zeit (1931). Es sollen oft auch eher skurrile Themen gewesen sein, die er behandelte. Seit 1939 litt er an Depressionen und musste deshalb 1943 in den Ruhestand versetzt werden. Durch den Kriegstod seines Sohnes (1942), Kriegszerstörung seines Hause (1942) und den Tod seiner Frau (1943) verschärfte sich sein Leiden, sodass er in der Nervenklinik Ellen untergebracht werden musste. 1944 wurde er in die Heil- und Pflegeanstalt Obrawalde verlegt. Die offizielle Krankenakte vermerkte für seinen Tod eine Herzkrankheit, wobei es auch möglich sein könnte, dass er 1944 der Euthanasie im Nationalsozialismus zum Opfer fiel.

## Werke
- Das Konvoyschiff „Das Wappen von Bremen“. In: Bremisches Jahrbuch, Band 31, Bremen 1928.
- Joachim Neander, 1924
- Melchior Goldast, 1930
- Bremer Barock in Wissenschaft und Dichtung. In: Niedersächsisches Jahrbuch für Landesgeschichte, 1935, S. 80